# Tiszakarád
Tiszakarád (dříve Karád) je obec v Maďarsku v župě Borsod-Abaúj-Zemplén v okresu Cigánd. Leží na severním břehu řeky Tisy, asi 13 kilometrů západně od Cigándu. V roce 2007 zde žilo 2439 obyvatel.
Obec je poprvé zmiňována v roce 1411 pod jménem Karád. Toto jméno měla až do roku 1904, kdy k němu bylo přidáno jméno řeky, aby se nepletla s obcí Karád v okresu Fonyód.
V Tiszakarádu se nachází kalvinistický kostel z 15. století, jenž byl do dnešní podoby přestavěn mezi roky 1884 a 1885. Z dalších pamětihodností stojí za zmínku budova policie a židovský hřbitov.